# Glukagon
Glukagón je polipeptidni hormon iz 29 aminokislin, ki ga izločajo celice A pankreasnih otočkov pod vplivom znižane koncentracije glukoze v krvi. Z delovanjem na jetra zveča glikogenolizo in glukoneogenezo, deluje lipolitično in spodbuja sekrecijo insulina.

## Sinteza in izločanje
Glukagon je peptidni hormon, ki ga tvorijo celice alfa-2 endokrinega dela trebušne slinavke (nahajajo se predvsem v telesu in repu žleze) iz izvorne molekule, ki jo tvorijo sluznične celice dvanajstnika in želodca. Najpomembnejši spodbujevalni dražljaj za izločaje glukagona je znižana koncentracija glukoze v krvi, tvorbo glukagona pa spodbujajo tudi kateholamini in acetilholin, znižujeta jo somatostatin in serotonin.

## Učinki
Glukagon deluje na specifične receptorje, ki so z beljakovino G sklopljeni z adenilat-ciklazo. Učinki glukagona na te receptorje so podobni učinkom adrenalina na betaadrenoceptorje, vendar so pri glukagonu bolj izraženi presnovi učinki kot učinki na srčno-žilni sistem. Glukagon deluje na jetra ter tam stimulira glikogenolizo in glukoneogenezo ter zavira sintezo glikogena in glukozno oksidacijo. Skupen učinek je zvišanje ravni krvnega sladkorja. V jetrih in maščevju povzroči lipolizo, pri čemer nastajajo maščobne kisline, ki dodatno spodbujajo glukoneogenezo. V mišicah spodbuja katabolizem beljakovin. Glukagon zavira izločanje prebavnih sokov trebušne slinavke in želodca ter upočasnjuje črevesno gibljivost. Spodbuja izločanje vode in fosfatov, kot tudi natrija, kalcija in magnezija preko ledvic.